# Jawi

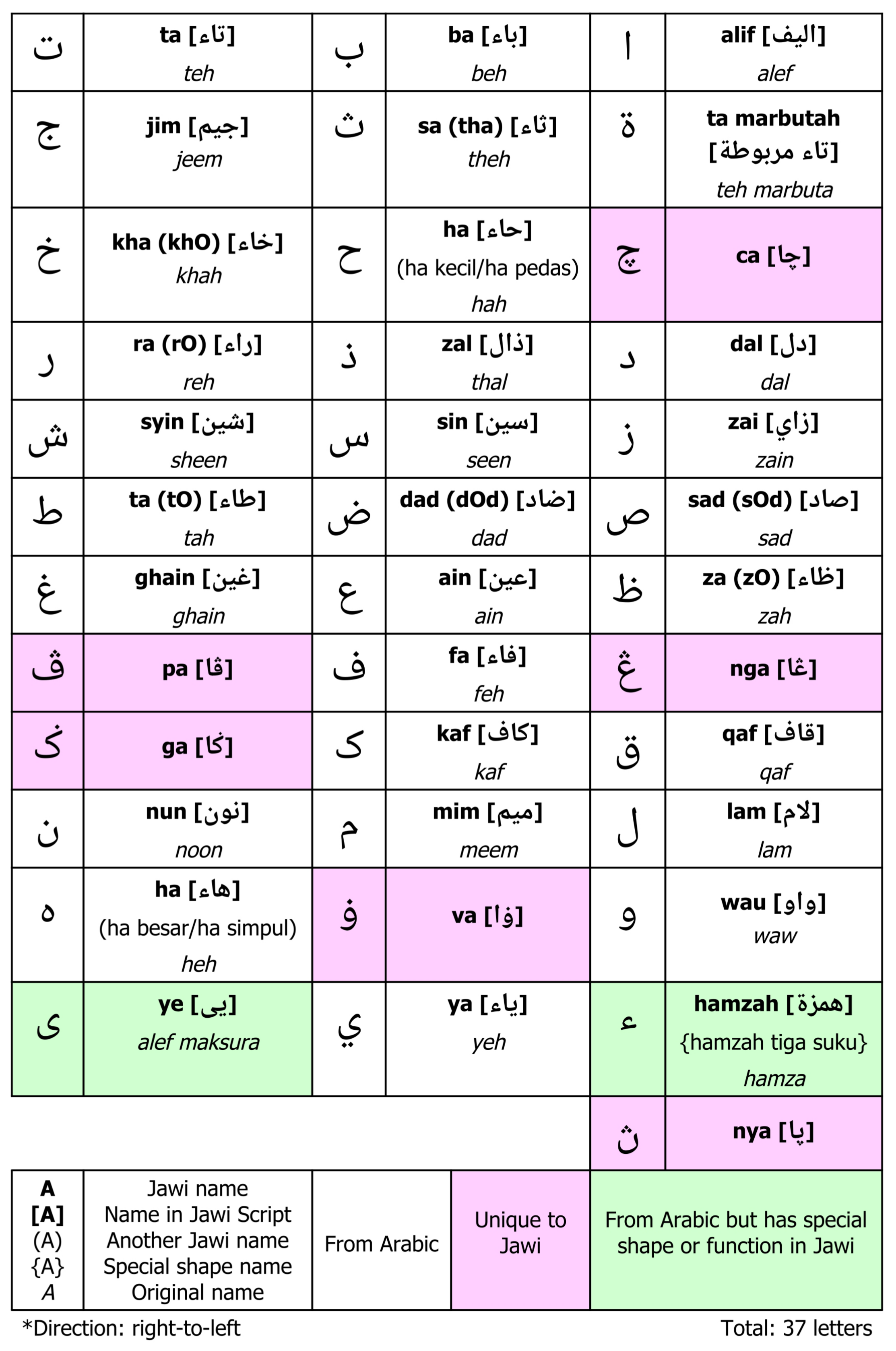
L'alfabeto Jawi. La tabella va letta da destra a sinistra e dall'alto in basso.

Il jawi ([d͡ʒä.wi]) è un alfabeto derivato da quello arabo usato per scrivere la lingua malese (bahasa melayu, la varietà di malese parlata nell'arcipelago della Malaysia, nel Sultanato del Brunei e nell'isola di Singapore) in ortografia tradizionale e usato anticamente anche per scrivere l'indonesiano (Bahasa Indonesia, una varietà di malese).
Attualmente è usato come secondo alfabeto ufficiale in Brunei e in contesti limitati in Malaysia, Filippine (in cui si parla come lingua standard una varietà di tagalog), Singapore e Indonesia in particolare in ambienti religiosi islamici. Di fatto, in queste lingue (tutte accomunate dall'essere lingue austronesiane) è stato soppiantato dall'alfabeto latino, che per esempio in Indonesia è stato portato dagli olandesi. Il jawi si basa sull'alfabeto arabo modificato per riprodurre tutti i suoni del malese.

## Introduzione
L'alfabeto jawi esiste da diversi secoli nel Nusantara (il mondo malese). Il suo sviluppo è connesso all'arrivo dell'Islam. Consiste principalmente di caratteri arabi, uniti ad alcuni caratteri unici al jawi. L'alfabeto jawi è una delle prime forme di scrittura della Malesia. Il jawi è stato in uso dall'epoca di Pasai Islam, a quella del Sultanato di Malacca, del Sultanato di Johor e di Aceh nel XVII secolo. Prove di ciò si trovano nella Tavoletta di Terengganu (Batu Bersurat Terengganu), datata al 1303 d.C. (702 del calendario islamico), mentre il primo impiego dell'alfabeto latino nella regione risale alla fine del XIX secolo.
L'alfabeto arabo, usato anche per il parsi/lingua persiana (parlata in Iran, Afghanistan e Tagikistan, in cui però si usa l'alfabeto cirillico) e urdu sempre con delle modifiche, di base è un corsivo sinistrorso (si scrive da destra verso sinistra, come anche l'alfabeto ebraico) con dei piccoli diacritici per distinguere le vocali brevi, almeno un paio di dittonghi, le consonanti geminate/tensificate e l'assenza di vocale. A parte il Corano e alcuni componimenti letterari (e.g. poesie declamate), di solito questi diacritici vengono omessi, tale per cui si trascrive solo lo scheletro consonantico della parola, le semivocali dei dittonghi e qualche allungamento vocalico. Un alfabeto che funziona in questo modo si dice "abjad". L'alfabeto latino invece disambigua per bene tutte le vocali (altri sistemi di scrittura, come katakana e hiragana giapponesi, sono sillabari: ogni carattere indica un'intera sillaba. Altri ancora, come quello sanscrito/hindi, bengali e tamil, sono abugida, cioè tutte le consonanti hanno una vocale di default che può essere tolta con un diacritico o sostituita con l'ausilio di segnetti aggiuntivi). L'alfabeto arabo ha quattro forme per ogni lettera, fermo restando che alcune possono avere una scrittura identica in più posizioni. Le forme sono: carattere isolato, posizione iniziale, posizione mediana, posizione finale. Alcune consonanti si differenziano grazie ad alcuni puntini in alto o in basso. Non tutti i diacritici dell'arabo vengono usati, siccome per esempio quelli per marcare una parola indeterminata con la nunazione (e.g. "un libro" VS "il libro") sono legati alla grammatica araba.
Un simile alfabeto era usato pure per lo swahili e l'hausa, che oggi si scrivono con l'alfabeto latino importato dai colonizzatori inglesi. Anche in queste due lingue l'alfabeto ha subito delle modifiche per essere accomodato alla fonetica delle rispettive lingue. Contemporaneamente, il lessico arabo, come anche i prestiti da altre lingue, sono stati in parte accomodati, mentre certi suoni sono stati introdotti nella lingua a partire dall'arabo e dunque o conservati o approssimati oralmente con suoni già presenti nell'inventario delle rispettive lingue per esempio da parlanti incolti.

## Alfabeto jawi
| Carattere | Isolato | Iniziale | Mediano | Finale | Nome        |
| --------- | ------- | -------- | ------- | ------ | ----------- |
| ا         | ﺍ       |          |         | ﺎ      | alif        |
| ب         | ﺏ       | ﺑ        | ﺒ       | ﺐ      | ba          |
| ت         | ﺕ       | ﺗ        | ﺘ       | ﺖ      | ta          |
| ة         | ة       |          |         | ـة     | ta marbutah |
| ث         | ﺙ       | ﺛ        | ﺜ       | ﺚ      | sa (tha)    |
| ج         | ﺝ       | ﺟ        | ﺠ       | ﺞ      | jim         |
| چ         | ﭺ       | ﭼ        | ﭽ       | ﭻ      | ca          |
| ح         | ﺡ       | ﺣ        | ﺤ       | ﺢ      | ha          |
| خ         | ﺥ       | ﺧ        | ﺨ       | ﺦ      | kha (khO)   |
| د         | ﺩ       |          |         | ﺪ      | dal         |
| ذ         | ﺫ       |          |         | ﺬ      | zal         |
| ر         | ﺭ       |          |         | ﺮ      | ra (rO)     |
| ز         | ﺯ       |          |         | ﺰ      | zai         |
| س         | ﺱ       | ﺳ        | ﺴ       | ﺲ      | sin         |
| ش         | ﺵ       | ﺷ        | ﺸ       | ﺶ      | syin        |
| ص         | ﺹ       | ﺻ        | ﺼ       | ﺺ      | sad (sOd)   |
| ض         | ﺽ       | ﺿ        | ﻀ       | ﺾ      | dad (dOd)   |
| ط         | ﻁ       | ﻃ        | ﻄ       | ﻂ      | ta (tO)     |
| ظ         | ﻅ       | ﻇ        | ﻈ       | ﻆ      | za (zO)     |
| ع         | ﻉ       | ﻋ        | ﻌ       | ﻊ      | ain         |
| غ         | ﻍ       | ﻏ        | ﻐ       | ﻎ      | ghain       |
| ڠ         | ڠ       | ڠـ       | ـڠـ     | ـڠ     | nga         |
| ف         | ﻑ       | ﻓ        | ﻔ       | ﻒ      | fa          |
| ڤ         | ﭪ       | ﭬ        | ﭭ       | ﭫ      | pa          |
| ق         | ﻕ       | ﻗ        | ﻘ       | ﻖ      | qaf         |
| ک         | ک       | کـ       | ـکـ     | ـک     | kaf         |
| ݢ         | ݢ       | ݢـ       | ـݢـ     | ـݢ     | ga          |
| ل         | ﻝ       | ﻟ        | ﻠ       | ﻞ      | lam         |
| م         | ﻡ       | ﻣ        | ﻤ       | ﻢ      | mim         |
| ن         | ﻥ       | ﻧ        | ﻨ       | ﻦ      | nun         |
| و         | ﻭ       |          |         | ﻮ      | wau         |
| ۏ         | ۏ       |          |         | ـۏ     | va          |
| ه         | ﻩ       | ﻫ        | ﻬ       | ﻪ      | ha          |
| ء         | ء       |          |         | ء      | hamzah      |
| ي         | ﻱ       | ﻳ        | ﻴ       | ﻲ      | ya          |
| ی         | ی       |          |         | ﻰ      | ye          |
| ڽ         | ڽ       | ﭘ        | ﭙ       | ـڽ     | nya         |

Quanto invece alle tre vocali brevi in arabo, conservate in tutte le lingue in cui si usa l'alfabeto arabo per la scrittura, un trattino obliquo sopra la consonante indica la /a/, un trattino in basso indica la /i/ e un ricciolo in alto indica la /u/. La /a/ seguita dalla alif culmina in un allungamento vocalico /a:/; la /i/ seguita dalla ya culmina in un allungamento vocalico /i:/; la /u/ seguita dalla wau culmina nell'allungamento vocalico /u:/. L'arabo era pieno di vocali enfatiche/faringalizzate che, in una pronuncia non conservativa e approssimata, perdono la faringalizzazione. All'alfabeto composto da 28 lettere si è soliti aggiungere la hamza, che assomiglia a un colpetto di tosse.